# (1162) Larisa
(1162) Larisa es el asteroide número 1162 perteneciente al cinturón exterior de asteroides. Fue descubierto por el astrónomo Karl Wilhelm Reinmuth  desde el observatorio de Heidelberg, el 5 de enero de 1930. Su designación alternativa es 1930 AC. Está nombrado por Larisa, una ciudad de la antigua Grecia.

## Características orbitales
Forma parte del grupo asteroidal de Hilda.